# Hattarnas ryska krig
Hattarnas ryska krig utbröt 1741 då Sverige under hattarnas och fransk diplomatisk påtryckning förklarade krig mot Ryssland. En svensk armé under Charles Emil Lewenhaupt skulle återerövra de områden som förlorats till Ryssland i stora nordiska kriget (bland annat Karelen och Estland). Kriget misslyckades och ledde till att ryssarna invaderade Finland i lilla ofreden, bland annat eftersom svenskarna förberett sig dåligt: armén och flottan var numerärt svaga, knappt utrustade och dåligt övade.

## Förlopp
Sverige förklarade krig 8 augusti 1741 med 8 000 soldater vid den ryska gränsen, nära Villmanstrand och Fredrikshamn. Målsättningen var att hota den ryska huvudstaden S:t Petersburg och utlösa en statskupp. Denna kupp hade planerats av franska och svenska diplomater, och avsåg att störta Anna Leopoldovnas till Österrike vänligt inställda regim. Kuppen ägde rum i december, men den nya tsarinnan, Elisabet av Ryssland, svek sitt löfte att återlämna territorierna och fortsatte kriget.
Hotet mot den ryska huvudstaden hade lyfts redan 3 september då 20 000 ryssar under fältmarskalk Peter von Lacy avancerade från Viborg mot Villmanstrand och besegrade den svenske generalmajoren Carl Henrik Wrangel den 23 augusti samma år. I juni 1742 hade den 35 000 man starka ryska armén lyckats borttvinga 17 000 svenskar från Fredrikshamn. Lewenhaupts position försämrades alltmer och han tvingades retirera till Helsingfors. I augusti intog Lacy Borgå och Nyslott och omringade den svenska hären i närheten av Helsingfors. Den 19 augusti fick Lewenhaupt och Buddenbrock order att de skulle föras till Stockholm. Befälet gavs då åt översten Jean Louis Bousquet. Han undertecknade kapitulationen 24 augusti. Den ryska hären erövrade senare hela Finland i den lilla ofreden.
Efter att den ryska hären tagit Åbo anlände Alexander Rumjantsev och Erik Mattias von Nolcken för att diskutera ett fredsfördrag. Tsarinnan lovade att lämna Finland på villkoret att Adolf Fredrik, vars släkt var ingift i den ryska tsarfamiljen, skulle utnämnas till tronarvinge. Hattarna gick med på förslaget i hoppet om att Adolf Fredrik skulle få bättre fredsvillkor från tsarinnan.
Medan fredsförhandlingarna drog ut på tiden, förintade den ryska flottan en svensk flottilj i närheten av Korpo vid sjöslaget vid Korpoström. Lacy följde upp segern genom att segla från Kronstadt och göra ett anfall mot svenska fastlandet, något han hade erfarenhet av från stora nordiska kriget. När hans flotta närmade sig Umeå 1743 kom slutligen nyheterna om Freden i Åbo.

## Konsekvenser
I Freden i Åbo avträdde Sverige ytterligare en landremsa av Finland till Ryssland; ytterligare ett steg ner från Sveriges forna stormaktsstatus. Sverige fick nu en mer svårförsvarad gräns mot öster, vilket skulle visa sig ödesdigert 65 år senare samband med finska kriget. Charles Emil Lewenhaupt och Henrik Magnus von Buddenbrock utsågs till syndabockar och avrättades på grund av sin misskötsel av fälttåget.
Av det svenska manskap som överförts till Finland återkom bara en tredjedel. Bara en liten del av de döda hade stupat för fiendens vapen. Exempelvis var förlusterna för Älvsborgs regemente 663 man på femton månader – av vilka endast två hade fallit i strid. Flottan hade förlorat mellan 6 000 och 7 000 man, lika mycket som en fullständig besättning, utan att en enda gång ha varit i strid.